# Revolução da Maria da Fonte
Maria da Fonte, ou Revolta do Minho, foi uma revolta popular ocorrida na primavera de 1846 contra o governo cartista presidido por António Bernardo da Costa Cabral.
A revolta resultou das tensões sociais remanescentes das guerras liberais, exacerbadas pelo grande descontentamento popular gerado pelas novas leis de recrutamento militar que se lhe seguiram, por alterações fiscais e pela proibição de realizar enterros dentro de igrejas.
Iniciou-se na zona de Póvoa de Lanhoso (Minho) uma sublevação popular que se foi progressivamente estendendo a todo o norte de Portugal. A instigadora dos motins iniciais terá sido uma mulher do povo chamada Maria, natural da freguesia de Fontarcada, que por isso ficaria conhecida pela alcunha de Maria da Fonte. Como a fase inicial do movimento insurreccional teve uma forte componente feminina, acabou por ser esse o nome dado à revolta.
A sublevação propagou-se depois ao resto do país e provocou a substituição do governo de Costa Cabral por um presidido por Pedro de Sousa Holstein, o 1.º Duque de Palmela. 
Quando, num golpe palaciano, conhecido pela Emboscada, a 6 de outubro daquele ano, a rainha D. Maria II demite o governo e nomeia o marechal João Carlos de Saldanha Oliveira e Daun, 1.º Duque de Saldanha, para constituir novo ministério, a insurreição reacende-se.
O resultado foi uma nova guerra civil de 8 meses, a Patuleia, que apenas terminaria com a assinatura da Convenção de Gramido, a 30 de junho de 1847, após a intervenção de forças militares estrangeiras ao abrigo da Quádrupla Aliança.

## A Revolução da Maria da Fonte (Abril e Maio de 1846)

### O contexto da revolta

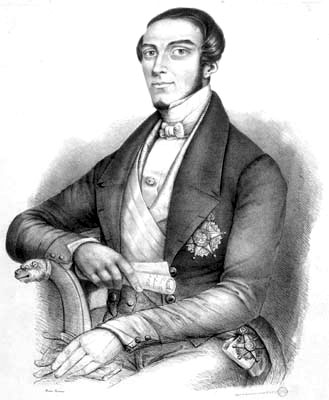
António Bernardo da Costa Cabral

A partir de 1842 foi instaurado em Portugal um regime, por muitos então considerado despótico, que tinha por líder António Bernardo da Costa Cabral, um dos chefes do movimento constitucionalista de 1842, apoiado, entre outros, por seu irmão José Bernardo da Silva Cabral, 1.º conde de Cabral (daí a alcunha popular de governo dos Cabrais ou cabralismo).
Numa tentativa de criar as estruturas de um Estado moderno, Costa Cabral promoveu reformas e fomentou obras de vulto.
Para conseguir tal desiderato, o governo começou a mexer em privilégios instalados e em hábitos muito arreigados. E, sobretudo, porque se tornava imperiosa a reorganização fiscal e o agravamento dos impostos, Costa Cabral foi obrigado a promover medidas de alteração da estrutura fiscal, com a introdução da contribuição predial.
Contra estas medidas insurgiram-se espontânea e violentamente a população rural.
Com o governo mantendo um reformismo que exacerbava os grupos miguelistas inimigos da implantação do liberalismo, o descontentamento ia crescendo rapidamente, acordando ressentimentos remanescentes das guerras liberais da década anterior. Estes primeiros vencidos mas com um governo na clandestinidade, com D. Miguel no exílio, servindo-se dos seus simpatizantes, alimentavam e aproveitaram o descontentamento popular, sonhando restaurar o absolutismo. Nas zonas rurais mais distantes e sujeitas a maior consciência religiosa, sobretudo no Alto Minho e em Trás-os-Montes, pontificavam os agentes mais avessos à implantação de partidos políticos e ferozmente antiliberais. Na verdade, a guerra civil entre liberais e miguelistas, apesar de oficialmente terminada a 26 de maio de 1834, com a assinatura da Convenção de Évora-Monte, continuava a dividir os portugueses.
Neste contexto de acesa contestação ao governo, o surgimento de novas exigências fiscais, o recenseamento da propriedade e a feitura de matrizes prediais, significativamente chamadas pelo povo as papeletas da ladroeira, para apuramento do imposto e um maior rigor no recrutamento militar levaram o ânimo das populações rurais ao rubro. O rastilho foi contudo uma matéria que aparentemente teria menor impacto: por decreto de 28 de setembro de 1844 tinham sido proibidos os enterros nas igrejas e imposto o depósito dos restos mortais dos falecidos, depois de registo do óbito e obtida licença sanitária, em cemitérios construídos em campo aberto.
Por via da nova regulamentação dos serviços de saúde, o povo teria de romper com a tradição multissecular de enterrar os defuntos nas igrejas, esperar que o delegado de saúde certificasse o óbito e, ainda, pagar as despesas do funeral.
Inicialmente a determinação foi largamente ignorada, já que eram poucos os cemitérios, pois apesar da lei das taxas e da construção de cemitérios datar de 21 de setembro de 1835, nunca fora cumprida dada a pobreza em que se vivia na época, agravada pela crise económica resultante da guerra civil e pela praga da batata e a seca que tinham assolado o país durante boa parte da década anterior. Contudo, quando as autoridades decidiram impor as novas regras de enterramento, o povo, empolgado pelo ressentimento acumulado, insurgiu-se violentamente contra o que considerava ser uma prepotência dos políticos liberais.
O próprio clero mais conservador falava da lei da proibição dos enterros nas igrejas como anti-religiosa e como tendo a chancela do diabo e da Maçonaria.
Para complicar a situação, a rainha D. Maria II, que a 8 de setembro de 1845 tinha concedido o título de conde de Tomar a Costa Cabral, era vista como demasiado próxima dos Cabrais, não mantendo um distanciamento que permitisse resguardar a monarquia do descontentamento popular.

### Maria da Fonte e os motins iniciais

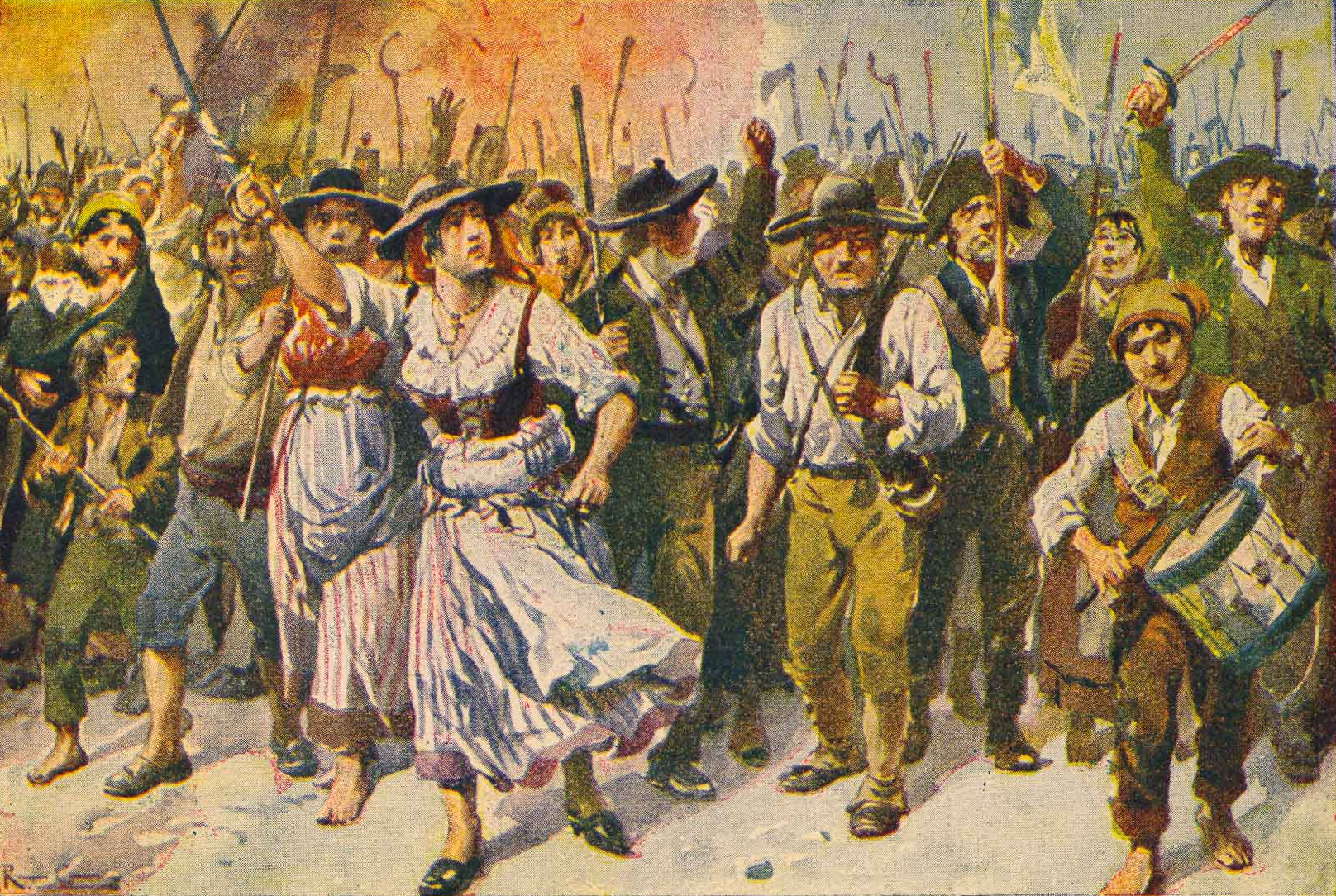
Maria da Fonte por Roque Gameiro, 1917

Depois de múltiplos incidentes e arruaças isoladas, ocorridos um pouco por todo o país, mas com maior relevo no norte, o gatilho da revolta será um acontecimento deveras banal: a morte, a 21 de março de 1846, da idosa Custódia Teresa, habitante do lugar de Simães na freguesia de Fontarcada, dos arredores da Póvoa de Lanhoso.
Quando na manhã do dia seguinte, 22 de março de 1846, um grupo de vizinhos, onde predominavam mulheres, decide proceder ao enterramento da defunta na Igreja do Mosteiro de Fonte Arcada, sem autorização da Junta de Saúde e ao total arrepio das normas legais, as autoridades decidem intervir. A razão da dureza da intervenção parece dever-se a já ser aquele o segundo incidente do género naquele ano, pois há registo de terem ocorrido em Fonte Arcada graves distúrbios a 20 de janeiro de 1846, aquando do enterro de José Joaquim Ribeiro, ali falecido.
No caso do enterramento de Custódia Teresa, o povo não permitiu que o comissário de saúde viesse atestar o óbito, tendo-o espancado, nem os familiares aceitaram pagar a taxa de covato. O enterro terá sido mesmo feito sem acompanhamento religioso, por o pároco ter recusado participar no desacato, embora o povo alegasse que o fazia por razões religiosas, pois que se o corpo fosse enterrado fora da igreja, noutro chão qualquer que não o do templo, o morto estaria desprotegido.
Talvez por considerarem menos provável que as autoridades agissem de forma violenta contra mulheres, parecem estas ter tido papel preponderante nos eventos e é às mulheres do lugar de Simães que se imputam as principais culpas. Esta imagem de liderança feminina também pode ter resultado da forma como o evento foi descrito pelas autoridades, que procuraram minimizar os incidentes atribuindo-os a grupos de beatas fanatizadas pelos apostólicos.
Perante os factos, as autoridades resolveram prender as cabecilhas da revolta e proceder à exumação do cadáver e à sua sepultura no terreno destinado a cemitério. Para tal a 24 de março dirigiram-se à freguesia, tendo sido recebidas à pedrada pela população armada com foices, chuços e varapaus. Sem poderem exumar o cadáver, procederam à prisão de quatro mulheres que foram consideradas cabecilhas dos incidentes dos dias anteriores: Joaquina Carneira, Maria Custódia Milagreta, Maria da Mota e Maria Vidas.

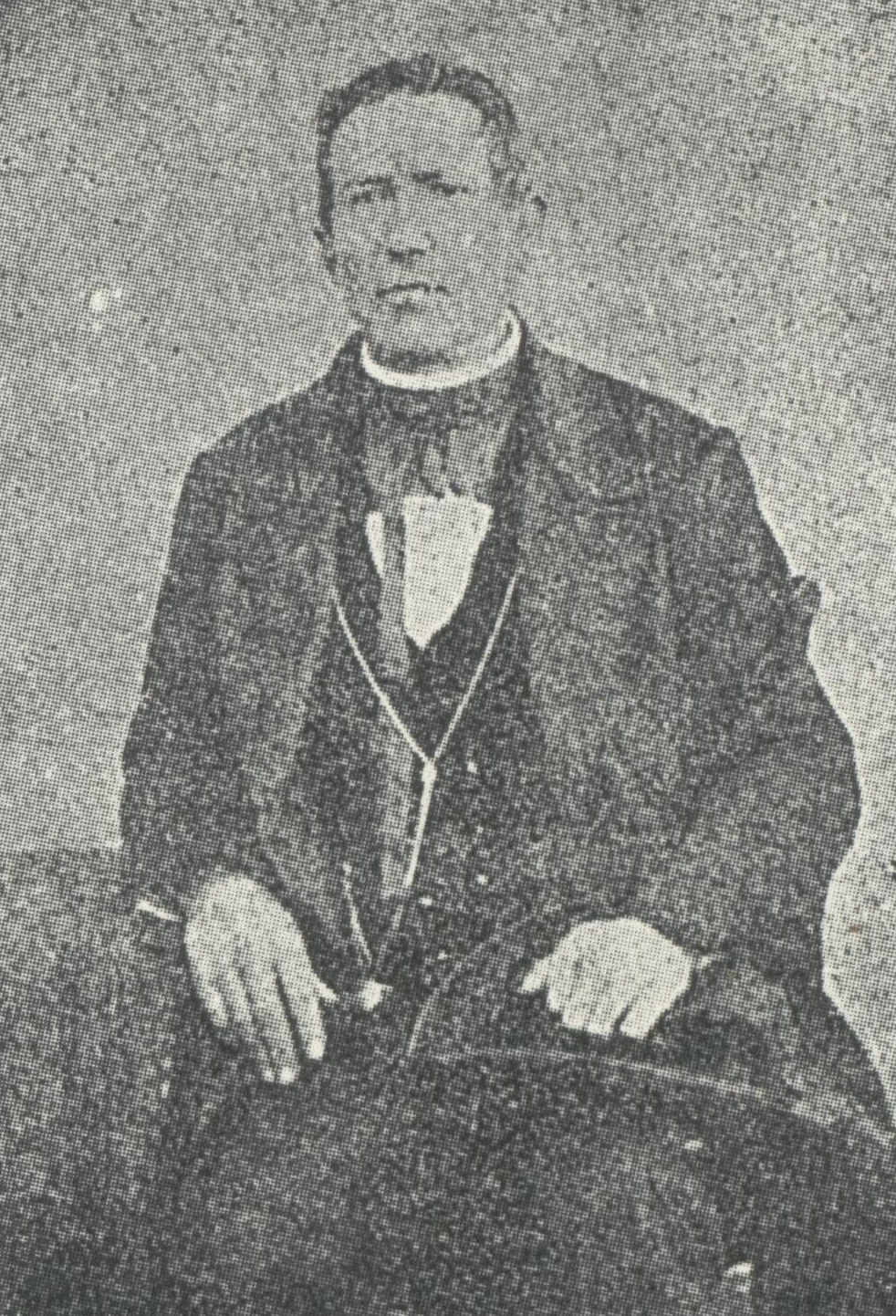
O Padre Casimiro José Vieira

Quando a 27 de março as presas iam ser ouvidas pelo juiz, os sinos tocaram a rebate, reunindo o povo, que marchou do Cruzeiro até à vila para arrombar com machados as portas da cadeia. À frente deste grupo, confiadas de que não se atreveriam a atirar sobre as mulheres, estavam algumas jovens, entre elas, conspicuamente vestida de vermelho, Maria Angelina, a irmã do sapateiro de Simães, a qual terá sido a primeira a acometer à machadada a porta da cadeia.
Então, quando as autoridades procuravam identificar os insurrectos, a jovem Maria Angelina, que o irmão diria mais tarde ao padre Casimiro José Vieira (que incluiu o testemunho nos seus Apontamentos para a História da Revolução do Minho em 1846 ou da Maria da Fonte) se estremava das mais apenas por estar vestida de vermelho, foi colocada no topo da lista. Como os circunstantes se recusavam a identificar os amotinados, ficou registada simplesmente por Maria da Fonte Arcada, depois abreviado para Maria da Fonte.
Contudo, sobre esta matéria as opiniões divergem, já que nos anos imediatos muitas foram as Marias da Fonte que apareceram pelo norte de Portugal, reclamando, com maior ou menor justiça, a glória do nome. A identificação com Maria Angelina, de Simães, que de facto foi processada e pronunciada nos tumultos da Póvoa de Lanhoso, parece a mais credível, já que o padre Casimiro José Vieira era um miguelista convicto, que teve importante papel nos acontecimentos da Revolução da Maria da Fonte e que viveu de perto os acontecimentos.
Outra explicação alternativa, que colhe elevada verosimilhança, dado o enquadramento social e político dos eventos, é a alcunha Maria da Fonte ser um epíteto desdenhoso lançado pelos políticos cabralistas para designar colectivamente as mulheres que, convenientemente para a versão minimizadora dos incidentes, pareciam liderar a contestação. Assim, em vez de uma Maria da Fonte, teríamos uma multidão de Marias. Depois, romantizado pela intelectualidade da época, a Maria da Fonte acabaria por ser transformada no epítome das virtudes guerreiras das mulheres do norte de Portugal, passando de defensora de ideias reaccionárias, materializadas em costumes atávicos, a genuína expressão do desejo de liberdade da alma popular. Afinal, é assim que nascem os mitos.
De qualquer forma, graças a Camilo Castelo Branco, o nome da taberneira Maria Luísa Balaio também recebeu grande atenção e, muitos anos mais tarde, em 1883, o jornal O Comércio de Portugal ainda noticiava que Na noite de 7 para 8 de Dezembro de 1874, faleceu na freguesia de Verim, Ana Maria Esteves, natural de Santiago de Oliveira, casada com António Joaquim Lopes da Silva daquela freguesia de Verim e que fora a famigerada Maria da Fonte. Tal é a força da fama.

### A generalização da revolta
Nos dias seguintes sucederam-se casos idênticos, estendendo a revolta a todo o Minho. Logo alguns dias depois, na vizinha freguesia de Galegos, outras se revoltaram e sepultaram, no chão devido, Francisco Lage. Novamente as autoridades emitiram mandados de captura, mas apenas prenderam Josefa Caetana, que foi remetida para a prisão de Braga. Porém, ao atravessarem a Serra do Carvalho, os seis polícias da escolta são assaltados por centenas de mulheres, que libertam a prisioneira.

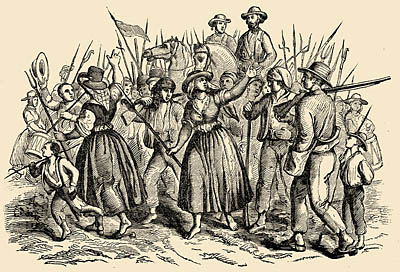
Revolta da Maria da Fonte, in A Ilustração, v. II, 1846, p. 71.

Em poucas semanas as arruaças propagaram-se por todo o Minho e Trás-os-Montes e mais tarde pelas Beiras e Estremadura, ganhando progressivamente um carácter político através da organização de juntas revolucionárias que assumiam o poder localmente e recusavam obediência ao governo. Já não era uma questão de Marias da Fonte, antes o país estava perante um movimento insurreccional sem precedentes.
O alarme era já generalizado em Lisboa, particularmente quando foi sabido que em duas importantes cidades, Santarém e Porto, se organizavam juntas revoltosas. Os tumultos multiplicavam-se rapidamente, tomando a forma de uma séria insurreição que lavrava em grande parte do país.
Esta rebelião, iniciada, primeiro em Fonte Arcada, concelho da Póvoa de Lanhoso, em Março de 1846, e depois propagada a outros pontos, ficou conhecida na História de Portugal como a Revolução da Maria da Fonte, ou Revolução do Minho, embora não tivesse sido, no sentido etimológico e político do termo, uma verdadeira revolução. Foi antes uma sublevação popular, o primeiro genuíno movimento de massas dos tempos modernos em Portugal.
Esse carácter popular do movimento da Maria da Fonte é atestado pelo principal visado, Costa Cabral, que a 20 de abril de 1846, no auge da revolta, proferiu na Câmara dos Deputados uma intervenção onde, apesar de afirmar que 'há uma conspiração permanente contra as instituições actuais, contra a ordem estabelecida, e mãos ocultas que manejam estas conspirações', reconhece que a sublevação em curso no Minho é uma revolução diferente de todas as outras, que até hoje têm aparecido, porque todas as outras revoluções têm tido por bandeira um princípio político, mais ou menos, mas esta revolução é feita por homens de saco ao ombro e de foice roçadora na mão, para destruir fazendas, assassinar, incendiar a propriedade, roubar os habitantes das terras que percorrem e lançar fogo aos cartórios, reduzindo a cinzas os arquivos!. E Costa Cabral continua, reconhecendo que é um revolta sem chefe, na qual pontifica a mais ínfima classe da sociedade, executada por um bando de duas mil e quatrocentas a três mil pessoas, armadas com foices roçadoras, alavancas, chuços, espingardas, com tudo quanto eles podem apanhar.
Era pois o povo que estava em armas, na verdadeira acepção daquelas palavras. Contudo, rapidamente, a revolta popular foi cavalgada pelos movimentos políticos organizados e a ela se associaram todas as forças anticartistas e, por uma vez, convergiram numa luta comum todas as forças mais radicais do espectro político, incluindo obviamente a miguelista. Pretendiam o derrube dos Cabrais e mesmo o da Rainha, mas muitos, ainda que sem o afirmarem com clareza, pretendiam também o fim do regime liberal.

### A suspensão das garantias constitucionais e a queda do governo
Em reacção à insurreição crescente, por Lei de 20 de abril de 1846, o governo suspende as garantias constitucionais por 60 dias, passando os crimes de sedição e rebelião a serem julgados em tribunal de guerra.
Nessa mesma ocasião, José Bernardo da Silva Cabral, irmão do todo-poderoso presidente do ministério Costa Cabral, é enviado para o Porto com o objectivo de localmente tentar acalmar a revolta nascente.
Quando as medidas tomadas não estancam o movimento revolucionário, a rainha e os seus conselheiros, genuinamente assustados face à dimensão da insurreição e à rapidez com que se estendia pelo país, consideram demitir o ministério cabralista. Aumentando ainda mais a tensão o General Sá da Bandeira tinha tomado partido ao lado dos revoltosos, formando um exército, e alguns dos principais políticos de então, entre os quais D. Francisco de Almeida Portugal (o reputado 2.º conde do Lavradio), Luís da Silva Mouzinho de Albuquerque e José Jorge Loureiro, pedem à rainha a demissão do governo.
Naquela transe, D. Maria II, incapaz de controlar a situação, e apesar de sempre ter protegido Costa Cabral, demite o governo a 17 de maio de 1846, chamando ao poder o 1.º duque de Palmela, Pedro de Sousa Holstein, e o general Luís da Silva Mouzinho de Albuquerque.
Ao mesmo tempo que punha termo ao ministério cabralista, a rainha nomeava o velho e respeitado general António José de Sousa Manuel de Meneses Severim de Noronha, 1.º duque da Terceira, seu lugar tenente nas províncias do norte do país, com o encargo de reprimir a sublevação e restabelecer ali a paz.
Perante a contestação, os irmãos Cabral deixam Lisboa a caminho do exílio, embarcando no vapor Pachá. Como sempre tem acontecido na política portuguesa, o local de eleição para o exílio é a França, embora depois a tenham trocado pela Espanha.

## O governo do duque de Palmela
No meio de grande instabilidade política e social, a 20 de maio de 1846 toma posse o governo de Palmela. Na composição inicial, Palmela ocupa a presidência e os ministérios do Reino, da Justiça e da Fazenda. O duque da Terceira acumulava os ministérios da Guerra, da Marinha e Colónias e dos Negócios Estrangeiros.

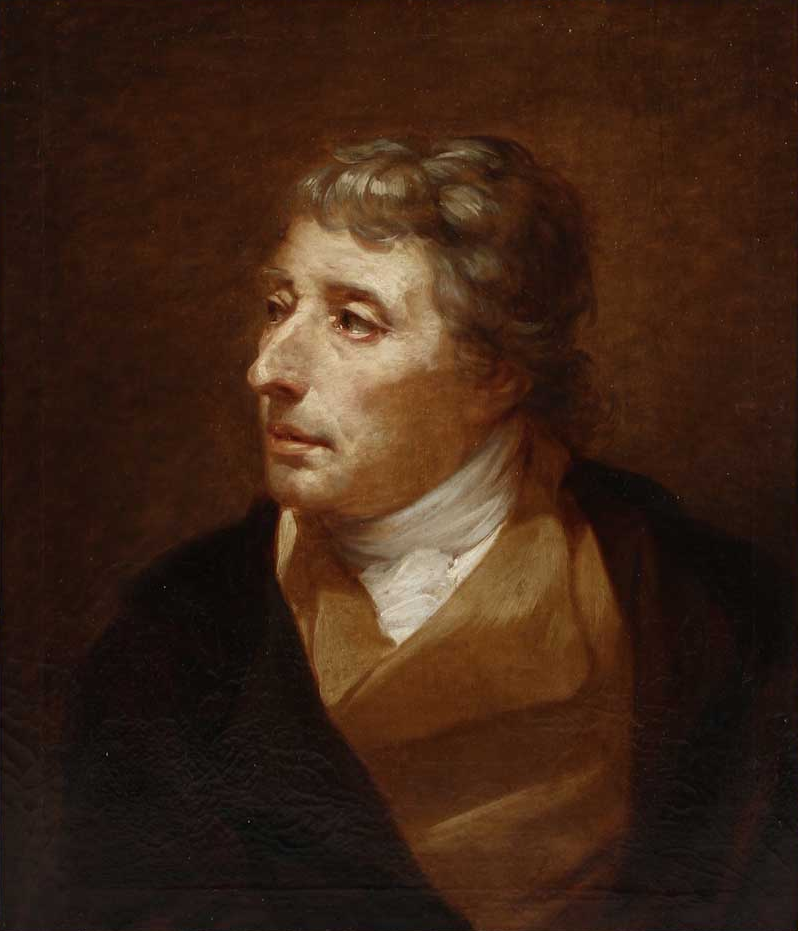
O Duque de Palmela

O duque de Saldanha, que fora nomeado para o Ministério dos Negócios Estrangeiros, não ocupou a pasta por estar como embaixador em Viena.
A rainha tenta, assim, a formação de um triunvirato dos três duques, capaz de sobreviver às crescentes tensões que pareciam já ameaçar o trono e o regime liberal.
Numa tentativa de alargar a base de apoio do governo, logo a 23 de maio Luís da Silva Mouzinho de Albuquerque entra para o governo, assumindo a pasta da Marinha e Colónias, ocupada dias antes pelo duque da Terceira.
Poucos dias depois, e perante a necessidade de partir para o norte do país para aí tentar debelar a insurreição, a 26 de maio o duque da Terceira, em nova recomposição ministerial, abandona o governo. Agora, o duque de Palmela mantém apenas a presidência e a Fazenda, passando Mouzinho de Albuquerque para a pasta do Reino. José Jorge Loureiro fica com a pasta da Marinha e Colónias e o conde do Lavradio transita para os Negócios Estrangeiros. Joaquim Filipe de Soure assume a pasta da Justiça.
A 23 de junho o marechal Saldanha regressa a Portugal, vindo de Bruxelas, onde tinha passado o Inverno de 1845-1846, depois de ter sido embaixador em Viena de 1841 a 1845. Apesar de formalmente apoiar o governo, para o qual tinha sido convidado, o seu relacionamento com o ministério é cada vez mais difícil, transformando-se lentamente no principal pólo oposicionista, embora sem manifestação pública dessa posição.
A 19 de julho ocorre nova recomposição ministerial, com a entrada para o governo de Bernardo de Sá Nogueira de Figueiredo, 1.º marquês de Sá da Bandeira (Ministro da Guerra), Júlio Gomes da Silva Sanches (Ministro da Fazenda) e Joaquim António de Aguiar (Ministro da Justiça), e as saída de Joaquim Filipe de Soure.
Numa tentativa de acalmar as oposições e de legitimar o governo, a 27 de julho é publicado novo decreto eleitoral, marcando eleições para 11 de Outubro seguinte e promete-se rever as contestadas normas de recrutamento e de fixação das décimas sobre a propriedade.
Embora os irmãos Cabral estivessem ausentes do país mantinham uma poderosa influência na vida política através dos cartistas. Face à aproximação de eleições, a 23 de setembro os cabralistas procedem em Lisboa à organização da Comissão Central do Partido Cartista, preparando-se para nova tentativa de retomar o poder.
Com estas medidas governamentais e com a estabilização da vida política, parecia ter-se iniciado um período de relativa acalmia, parecendo que a crise estava debelada e que o povo serenava. Contudo, era apenas a calma antes da tempestade, já que um fatal erro de avaliação por parte da rainha e seus conselheiros em breve reacenderia, com renovado vigor, a rebelião iniciada pela Maria da Fonte.

## AEmboscada, o golpe palaciano de 6 de Outubro de 1846
Desejosa de pacificar os cabralistas e convencida que o duque de Palmela se inclinava em demasia para a esquerda, procurando cooptá-la com a satisfação de algumas das suas reivindicações, a rainha resolveu sancionar um autêntico golpe de estado e a 6 de outubro de 1846, embora sem nomear Costa Cabral, formou um ministério pronunciadamente cartista, presidido pelo marechal Saldanha.
O golpe palaciano, que ficou conhecido pelo nome de Emboscada, foi organizado por Costa Cabral, então em Madrid, e posto em prática nos dias 5 e 6 de outubro de 1846, pela rainha, de conluio com o marido, D. Fernando de Saxe-Coburgo-Gota, e com os seus conselheiros mais chegados, tendo como principal apoiante o marechal Saldanha.

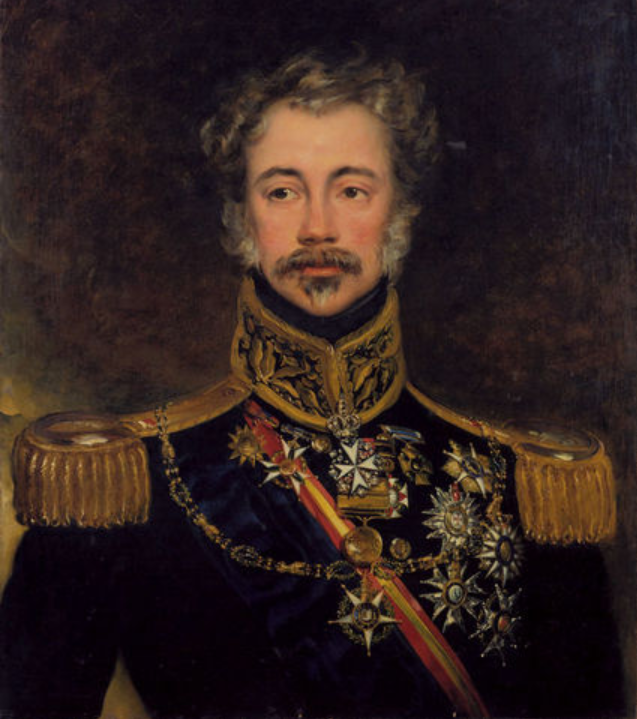
O Marechal Saldanha

Assim, quando se antevia a acalmia da situação, a 6 de Outubro, a rainha chamou o duque de Palmela ao Paço, tendo-o sumariamente demitido. Nesse mesmo dia foi substituído no lugar de Presidente do Conselho pelo marechal Saldanha, um dos favoritos de sempre do Paço e um dos rostos mais eminentes do cartismo.
Ainda a 6 de Outubro, o novo governo, pela pena do marechal Saldanha, fez uma proclamação ao exército, em que o marechal prometia manter as demissões dos ministros afastados pela Revolução da Maria da Fonte, fundamentalmente os odiados irmãos Cabral, e mais uma vez prometia a abolição dos impostos reclamados pela revolta.
No novo governo, totalmente cartista e dominado pela Maçonaria, o presidente acumulava a Guerra e interinamente os Negócios Estrangeiros. Os Ministérios do Reino (até 28 de Abril de 1847) e da Fazenda (até 13 de Outubro de 1846) eram assegurados por Marcelino Máximo de Azevedo e Melo, visconde de Oliveira; o Ministério dos Negócios Eclesiásticos e da Justiça (até 28 de Abril de 1847) por José Jacinto Valente Farinho; no Ministério da Marinha e Ultramar (até 28 de Abril de 1847) D. Manuel de Portugal e Castro; nos Negócios Estrangeiros, sem assumir funções por ser ministro plenipotenciário em Paris, fica Diogo Gomes de Abreu e Lima, 2.º visconde da Carreira.
Em 7 de Outubro, são novamente suspensas as garantias constitucionais, desta feita por 30 dias. A suspensão será prorrogada em 5 de Novembro e 6 de Dezembro imediatos.
Anulando o decreto que tinha marcado eleições para aquele mês, a 9 de Outubro são declarados sem efeito os decretos eleitorais de 27 de Julho, por serem considerados contrários à Carta. As Cortes são convocadas para 2 de Fevereiro de 1848.
Quando estas notícias foram conhecidas no norte de Portugal, em especial na cidade do Porto, e se compreendeu que os cartistas, embora por interposto líder, estavam novamente no poder, a revolta reacendeu-se com espantosa energia. O duque da Terceira, que tinha sido encarregado pela rainha de esmagar a revolta, foi de imediato preso, sendo nomeada uma junta provisória, denominada a Junta Governativa do Porto, de orientação setembrista.

### A Junta Governativa do Porto
A Junta tinha como presidente o Francisco Xavier da Silva Pereira, o 1.º conde das Antas, e como vice-presidente José da Silva Passos, que, para além de ser a alma da revolta, era irmão do político e ex-ministro progressista Manuel da Silva Passos, o famoso Passos Manuel.
Logo que conhecida a revolta do Porto, o visconde de Sá da Bandeira Bernardo de Sá Nogueira de Figueiredo apareceu naquela cidade, aderindo à revolução e dando-lhe um indesmentível relevo nacional.
A Junta do Porto, embora legislando em nome da rainha e jurando-lhe obediência e respeito, na realidade mantinha uma política contrária à opinião da soberana, tudo fazendo para reverter o golpe de 6 de Outubro.
Numa ousadia sem precedentes, O Espectro, um jornal que se publicava em Lisboa, sem que a polícia conseguisse descobrir a imprensa que o imprimia nem os seus redactores, mas que era redigido por António Rodrigues Sampaio, um político próximo dos revoltosos, atacava pessoalmente a rainha pela sua intervenção na política partidária. Naquele jornal, sem rebuços e em linguagem insultuosa, denegria-se a figura de D. Maria II e sugeria-se a sua abdicação, em prol da república ou, ao menos, em prol de uma qualquer regência em nome de D. Pedro V, na altura com apenas nove anos de idade.
Neste contexto, e perante o risco que corria o trono, a única solução parecia ser a via militar. Estava aberto caminho para mais uma guerra civil, pouco mais de uma década após a celebração da Convenção de Évora-Monte.
Ambos os lados iniciam o levantamento de exércitos e é novamente tempo de contar espingardas.

## A Patuleia (Outubro de 1846 a Junho de 1847)

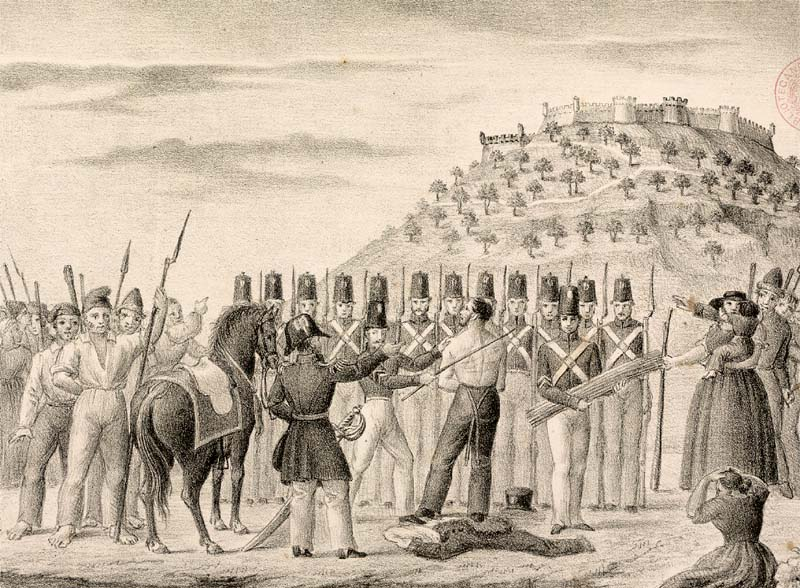
Tropas aplicam vergastadas a um popular durante a Patuleia.

Agora, com o envolvimento dos militares e a participação de todo o espectro político, aquilo que tinha começado como um movimento de contestação popular desembocava numa guerra civil generalizada. Para designar as forças insurrectas, recuperou-se o epíteto patuleia, antes pejorativamente aplicado aos liberais radicais, vocábulo que depois a História adoptaria para designar o confronto de 1846-1847: a Patuleia ou Guerra da Patuleia.
A origem do termo patuleia parece ser a expressão patola, utilizada coloquialmente para designar alguém que não prima pela inteligência. Desse bem pouco lisonjeiro princípio, patuleia passou a ser utilizado para designar o povo e as agremiações populares e, em especial, o partido setembrista. Quando rebentou a guerra, o termo passou a ser utilizado para designar os aderentes do movimento popular setembrista e as forças que integravam. Com a evolução dos acontecimentos, foram designados por patuleias os adversários setembristas de Costa Cabral e todos aqueles que os apoiaram, passando, nesta acepção, a designar todos os apoiantes da Junta do Porto.
Em 10 de Outubro começa a sublevação patuleia no Porto. O duque da Terceira, que tinha sido enviado à cidade como lugar-tenente da rainha, foi logo preso e expulso da cidade.
No dia 11 de Outubro, o conde das Antas, vindo de Braga, assume o comando militar da revolta. Preside à Junta e tem José da Silva Passos como vice-presidente. Circulam manifestos afirmando que a Revolução do Minho, a revolução mais gloriosa da Nação Portuguesa, fora traída pela soberana.
O tom da discórdia começa a subir e surgem guerrilhas por todo o lado. O governo e a banca juntos tentam armar gente, mas só conseguem 3000 homens sob o comando nominal de D. Fernando de Saxe-Coburgo-Gota.
A guerra parece já inevitável, dividindo mais uma vez o país entre os liberais e os miguelistas, embora ambas as facções o neguem. Agora são os cartistas e os setembristas (os patuleias) que se digladiam, mas as feridas mal curadas da anterior guerra civil rapidamente emergem. Numa estranha coligação, a esquerda liberal, representada pelos apoiantes da Revolução de Setembro, aparece agora aliada à extrema-direita miguelista.
A contenda ameaçava tomar tais proporções que D. Maria II, aconselhada pelo marechal Saldanha, logo a 16 de Outubro, pediu a intervenção da Espanha, da França e da Grã-Bretanha, ao abrigo da Quádrupla Aliança, para acabar com a revolução, alegando que era uma sublevação miguelista. Os espanhóis mandam de imediato forças para a fronteira, mas o governo britânico não aceita que haja uma revolta miguelista.
A adesão popular é enorme. Segundo Oliveira Martins, esta gente […] chamada à revolta sentia pulsar-lhe nas veias o antigo sangue de nómadas barbarescos, de bandidos históricos, serranos guerreiros: não os minhotos, mas os transmontanos, os beirões, os estremenhos, e toda a população transtagana. Por todo o país se canta:
Eia avante, portugueses!
Eia avante, não temer!
Pela santa liberdade,
Pelejar até morrer!
As garantias constitucionais continuam a ser suspensas por decreto, durante 30 dias de cada vez. Serão promulgados novos decretos em 27 de Janeiro, 6 de Fevereiro, 6 de Março, 6 de Abril, 6 de Maio e 6 de Junho.
Pouco a pouco, surgem por todo o país juntas que se afirmam subordinadas da Junta Provisória do Supremo Governo do Reino, a do Porto, e todas se declaram em rebelião contra o governo de Lisboa. A agitação espalha-se por todo o império: a 25 de outubro há um pronunciamento em Ponta Delgada, Açores, formando-se ali a Junta Governativa do Distrito de Ponta Delgada; a 29 de abril de 1847 é a vez de se formar a Junta Governativa da Madeira; na Índia Portuguesa, instala-se uma Junta e fala-se em vender território aos britânicos. Mesmo pouco antes da entrada em Portugal das forças da Quádrupla Aliança, os pronunciamentos continuaram: a 22 de abril de 1847 é vez de Angra do Heroísmo, nos Açores.
Entretanto, a 26 de Outubro, forças afectas à Junta do Porto dirigem-se para Santarém, ameaçando directamente a capital, o que leva a rainha, em 27 de Outubro, a assumir plenos poderes extraordinários, suspendendo-se a legalidade constitucional.
A 4 de Novembro, Santarém é ocupado pelas forças revoltosas. Sentindo-se ameaçado, o governo resolve apostar tudo, e a 6 de Novembro, Costa Cabral, no exílio em Espanha, é nomeado embaixador naquele país, ficando encarregado de pressionar o governo espanhol no sentido da entrada das suas forças em Portugal em socorro do governo de Lisboa.
A 7 de Novembro, o marechal Saldanha sai de Lisboa à frente das forças fiéis do exército, após a rainha e o seu marido terem passado as tropas em revista. Iniciam-se as hostilidades.
Dadas as dificuldades financeiras, a 14 de Novembro, é promulgado um decreto que impõe o curso forçado permanente das notas do Banco de Lisboa, impondo pesadas punições a quem se tentar eximir. Este diploma é complementado, a 19 de Novembro, por um decreto que obriga à fusão do Banco de Lisboa com a Companhia Confiança, prevendo-se a criação de um Banco de Portugal, materializada no dia 26 de Dezembro imediato, instituição que ainda hoje perdura.
Felizmente para o governo, a Junta do Porto, apesar de dispor de importantes forças militares e de indesmentível apoio popular, por causa da imperícia dos seus generais não foi capaz de se impor pela força, saindo, logo nos meses iniciais da guerra, as suas forças derrotadas num conjunto importante de recontros.
No norte de Portugal, o general barão do Casal, comandante da divisão de Trás-os-Montes, optara por se manter fiel à rainha e marchou com a suas tropas sobre o Porto, esperando que ali rebentasse um contra-golpe cartista que lhe entregasse a cidade. Contudo, tal não aconteceu e, ao invés, Bernardo de Sá Nogueira de Figueiredo, então visconde de Sá da Bandeira, que havia aderido à patuleia, sai-lhe ao encontro à frente de uma bem armada divisão, marchando pela Régua e Sabrosa até Chaves, onde as forças do barão do Casal se refugiam.
Ao mesmo tempo, forças guerrilheiras comandadas por Luís Malheiro Peixoto de Lemos e Vasconcelos, 1.º barão de Castro Daire, ocupam Murça, dando a impressão que os patuleias irão controlar o norte. Esta situação inverte-se rapidamente já que, a 15 de novembro, o visconde de Sá da Bandeira decide retirar para Valpaços, aparentemente para aí atrair as forças do barão do Casal e dar batalha.
Efectivamente, a 16 de novembro, as forças do barão do Casal marcham sobre Valpaços e dão batalha. No recontro, onde dois regimentos do Porto de bandearam, o visconde de Sá da Bandeira é batido e obrigado, no dia 20 de Novembro, a recolher precipitadamente ao Porto. No fim do recontro, todo o norte parecia ficar sob controlo das forças leais ao governo.
Por essa altura já o levantamento militar se espalhara pelo país. A sul do Tejo, o general José Lúcio Travassos Valdez, 1.º conde de Bonfim, o brigadeiro Francisco Pedro Celestino Soares, futuro visconde de Leceia, e Luís Francisco Estêvão Soares de Melo da Silva Breyner, 1.º conde de Melo, comandavam tropas patuleias. Em Coimbra, o marquês de Loulé também se rebelara e reconstituíra o Batalhão Académico.
Para piorar a situação, durante a retirada, o que restava das forças de Sá da Bandeira encontra na Régua um numeroso grupo guerrilheiro comandado pelo velho general realista Reginald MacDonell, o qual tinham ali aclamado D. Miguel. É o miguelismo, que aproveitando a oportunidade criada pelos patuleias, ameaça ressurgir das cinzas das guerras liberais.
Num raro contra-ataque, a 25 de Novembro as forças patuleias entram em Guimarães.
Em Lisboa a instabilidade era grande, esperando-se a qualquer momento um levantamento patuleia. Aparentemente a revolta só aguardava que as forças rebeldes avançassem sobre o Cartaxo, localidade onde as forças do marechal Saldanha estavam aquarteladas e o fizessem recuar.
A 3 e 4 de Dezembro, os marinheiros governamentais, comandados por Francisco Soares Franco, futuro 1.º visconde de Soares Franco, tomam Valença. Em Viana do Castelo, as forças governamentais conseguirão manter o castelo em seu poder, apesar de atacadas a 4 de Dezembro pelas forças da Junta. 
Entretanto as actividades militares concentram-se na Estremadura, já que os condes das Antas e do Bonfim, com o grosso das tropas patuleias, mantêm a ocupação de Santarém, enquanto o conde de Vila Real se posiciona em Ourém. Foi contra esta última posição que a 4 de Dezembro o marechal Saldanha resolveu enviar uma brigada, que as forças do conde de Bonfim tentaram interceptar. Não o conseguindo, foi unir-se às forças do conde de Vila Real, aquarteladas em Leiria, onde recebeu também cerca de 3000 homens enviados de Santarém. Com estas forças tentou avançar para sul, mas surpreendido pelas forças do marechal Saldanha, retrocedeu sobre Torres Vedras.
E foi naquela cidade que a 22 de dezembro de 1846, numa das batalhas decisivas da guerra, o brigadeiro José Lúcio Travassos Valdez, o 1.º conde de Bonfim, foi completamente batido pelo marechal Saldanha, numa cruenta batalha em que foi morto o general Mouzinho de Albuquerque. Ao fim daquele dia, após um conjunto de brilhantes decisões tácticas, Saldanha era o claro vencedor, aprisionando quase todas as tropas patuleias. O conde das Antas, então no Cercal, optou por não vir em socorro das forças de Bonfim., optando antes por uma rápida retirada para o Porto.
Saldanha ainda ensaiou uma perseguição às forças do conde das Antas, seguindo para norte em marchas forçadas, mas quando este entrou no Porto, optou por se aquartelar em Oliveira de Azeméis.
Entretanto o brigadeiro Celestino era destroçado em Viana do Castelo pelo velho general João Schwalbach (1774 – 1874), 1.º visconde de Setúbal, e a 20 de Dezembro, as forças cartistas do barão do Casal tomavam Braga pela força depois de uma cruenta batalha com os guerrilheiros do general MacDonnell. Por ordem do barão do Casal, a cidade foi barbaramente castigada com fuzilamentos pelas ruas. O velho general miguelista MacDonnel é preso em Vila Pouca de Aguiar e morto por um sargento de cavalaria cartista.
A 3 de janeiro de 1847, Álvaro Xavier Coutinho e Póvoas, antigo oficial da Legião Portuguesa ao serviço da França, e figura carismática do miguelismo, é nomeado tenente-general do exército da Junta, e comandante militar das duas Beiras.
A 10 de Janeiro, o marechal Saldanha propõe secretamente à Junta do Porto um acordo de paz com base na Convenção de Chaves, a mesma que em 1837 tinha posto termo à Revolta dos Marechais.
Num momento clarificador do conflito, a 12 de Janeiro, são assinadas as bases da União dos realistas insurgentes com a Junta do Porto, isto é, da aliança dos miguelistas com os setembristas. Era finalmente oficial a coligação contra-natura, mas por esta altura já o marechal Saldanha se encontra perto do Porto, comandando as forças militares leais ao governo. A esquadra governamental, comandada por Soares Franco já bloqueava o Douro.
Ensaiando um contra-ataque, o exército da Patuleia, comandado pelo conde de Melo, ataca Estremoz em 27 de Fevereiro e a 9 de Abril, Sá da Bandeira, assumindo-se como lugar-tenente da Junta, desembarca no Algarve e inicia marcha para Lisboa. Chega a Setúbal e junta-se às tropas do conde de Melo e às guerrilhas do sul. Tem como colaboradores Anselmo Braamcamp Freire e José Estêvão Coelho de Magalhães.
A 11 de Abril rebentam tumultos em Lisboa, onde estacionam tropas inglesas e espanholas, e o governo destaca o general Vinhais para as colinas de Azeitão, por forma a impedir o avanço sobre Lisboa das forças patuleias estacionadas em Setúbal. A 16 de abril as forças enfrentam-se na batalha do Alto Viso, às portas de Setúbal, onde perdem os patuleias 500 homens. O combate termina de forma indecisa por um armistício negociado pelo comandante inglês do HMS Polyphemus, que pairava na foz do Sado.
A 29 de Abril dão novos tumultos patuleias em Lisboa, permitindo a fuga de 600 presos do Limoeiro. A anarquia cresce, e a fome ameaça as populações.
A 19 de março tinha sido dirigido novo pedido oficial do governo português de execução do auxílio estrangeiro a prestar pela Grã-Bretanha, Espanha e França de acordo com o tratado da Quádrupla Aliança. Agora, que desde Novembro, a Espanha, temendo o contágio dos miguelistas, depois de apoiada pela França de Guizot, tinha conseguido que os britânicos aceitassem em princípio da intervenção em Portugal, a entrada de tropas parece iminente. 

### A intervenção da Quádrupla Aliança
A 21 de maio de 1847, é finalmente assinado em Londres um protocolo fixando as condições da intervenção estrangeira em Portugal. Estava finalmente desbloqueada a ajuda de que o governo português tanto carecia para pôr termo à guerra civil.
Finalmente as três potências signatárias estavam de acordo na forma e objectivos da intervenção em Portugal, até porque a situação na vizinha Espanha, com crescente actividade carlista, fazia adivinhar a possibilidade das duas monarquias ibéricas mergulharem no caos, ou, pior, regressarem ao absolutismo.
Assim, nos últimos dias de Maio, forças espanholas, comandadas pelo tenente-general D. Manuel de la Concha, conde de Cancellada, atravessam a fronteira em Trás-os-Montes e avançam até Valongo.
A 25 de Maio uma esquadra inglesa bloqueia o Douro e nos dias imediatos aprisiona no alto-mar os navios que transportavam, rumo à Península de Setúbal, onde iam tentar um desembarque, a divisão patuleia comandada pelo conde das Antas que ali se pretendia unir às forças comandadas pelo conde de Melo, inactivas desde a batalha do Alto do Viso.
A 1 de Junho a Junta do Porto emite uma proclamação em que declara ser forçada a aceitar o armistício devido à intervenção estrangeira.
A 3 de Junho a divisão espanhola entrou no Porto, ocupando militarmente a cidade, ao mesmo tempo que forças inglesas desembarcavam e ocupavam o Forte de São João da Foz.
No cumprimento do acordado com as potências da Quádrupla Aliança, a 10 de junho a rainha D. Maria II, em proclamação ao país, anuncia uma amnistia geral e promete cumprir com as condições da mediação.
A 15 de Junho, Sá da Bandeira e Luís Francisco Soares de Melo da Silva Breyner de Sousa Tavares e Moura, 1.º conde de Melo rendem-se em Setúbal, depois da chamada "batalha do Alto do Viso". Com este acto final, a Patuleia desaparece a Sul do Tejo.
Forçados pelas circunstâncias, a 29 de junho, o marechal Nuno José Severo de Mendonça Rolim de Moura Barreto, então marquês de Loulé, e o general César de Vasconcelos, como representantes da Junta, encontram-se no lugar de Gramido com os comandantes das forças inglesas e espanholas e assinam a convenção que pôs termo à contenda. Mais uma vez a realidade determinada pela geopolítica europeia é imposta a Portugal.

## A Convenção de Gramido e as suas consequências
A Convenção de Gramido, assinada a 29 de junho de 1847, na Casa Branca do lugar de Gramido, em Valbom, Gondomar, pôs fim à insurreição da Patuleia. A Convenção do Gramido tem o seguinte articulado:
Tenente General D. Manoel de la Concha, Conde de Cancellada, e o Coronel Buenaga como representantes da Espanha, o Coronel Wilde como representante da Grã-Bretanha, o Marquês de Loulé, par do reino, e o General César de Vasconcelos, como representantes da Junta Provisória, reunidos em Gramido com o fim de concertar as necessárias medidas para dar pacífico cumprimento às resoluções das Potências Aliadas, concordaram em que a cidade do Porto se submeteria à obediência do Governo de Sua Majestade Fidelíssima [a Rainha de Portugal] com as condições estabelecidas nos 8 artigos que vão escritos no fim da acta.
(…)
- Artigo 1.º — O fiel, e exacto cumprimento dos 4 artigos da mediação incluídos no Protocolo de 21 de Maio deste ano é garantido pelos Governos Aliados.
- Artigo 2. º— As tropas de Sua Majestade Católica [a rainha de Espanha] exclusivamente ocuparão desde o dia 30 de Junho a cidade do Porto, Vila Nova de Gaia, e todos os fortes, e redutos de um e outro lado do rio enquanto a tranquilidade não estiver completamente estabelecida sem receio de que possa ser alterada pela sua ausência, ficando na Cidade do Porto uma forte guarnição das forças Aliadas enquanto estas se conservarem em Portugal. No mesmo tempo o Castelo da Foz será ocupado por forças inglesas, e no Douro estacionarão alguns vasos de Guerra das potências Aliadas.
- Artigo 3.º — A época da entrada das tropas Portuguesas na Cidade do Porto será marcada pelas potências Aliadas.
- Artigo 4.º — A propriedade e segurança dos habitantes da Cidade do Porto, e de todos os Portugueses em geral, ficam confiados à honra, protecção e garantia das potências Aliadas.
- Artigo 5.º — As forças do exército de Sua Majestade Católica receberão as armas dos corpos de linha e voluntários que obedecem à Junta entregando-se guia ou passaporte gratuito às pessoas que tiverem de sair do Porto para as terras da sua residência, e dando-se baixa aos soldados de linha que tiverem completado o tempo de serviço, e aos que se alistaram durante esta luta para servirem só até à sua conclusão.
- Artigo 6.º — O Exército da Junta será tratado com todas as honras da guerra sendo conservadas aos oficiais as espadas e cavalos de propriedade sua.
- Artigo 7.º — Conceder-se-ão passaportes a qualquer pessoa, que deseje sair do Reino podendo voltar a ele quando lhe convenha.
- Artigo 8.º — As três potências Aliadas empregarão os seus esforços para com o Governo de Sua Majestade Fidelíssima a fim de melhorar a condição dos oficiais do antigo exército realista
- — (…) — Gramido, 29 de Junho de 1847.

A guerra civil, que tanto assustara a rainha, terminava assim e apesar do discurso pacificador que manteve, D. Maria II ficou deveras ressentida com os vencidos, aos quais nem sempre mostrou a clemência que se poderia esperar, sendo nisso acompanhada pelos principais líderes vencedores.

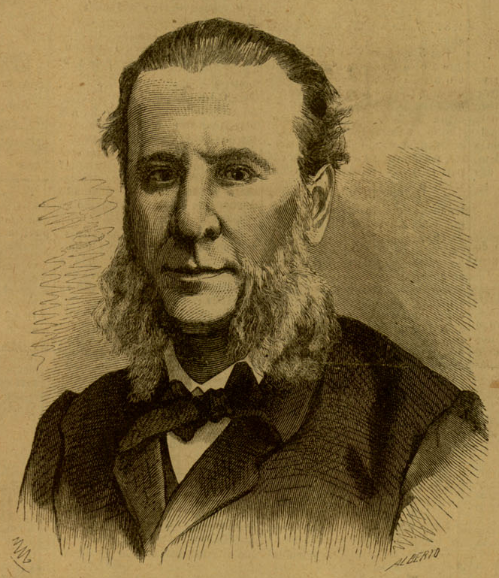
Paulo Midosi Júnior compôs a letra original do Hino da Maria da
Fonte em 1846. Múltiplas outras versões populares foram sucessivamente surgindo, mais ou menos adaptadas ao momento político.

Em resultado dessa atitude, em breve resultaram perseguições sobre os vencidos, as quais criaram um novo clima de instabilidade que inevitavelmente conduziria a nova revolta, que estalaria em 1851, e que ficaria conhecida por Regeneração.
A revolução da Maria da Fonte foi um dos episódios marcantes da história política de Portugal no século XIX. Foi nesse movimento que muito se salientaram homens, que depois se tornariam muito populares, como os dois irmãos Passos (José da Silva Passos e Manuel da Silva Passos), Rodrigo da Fonseca Magalhães, José Estêvão Coelho de Magalhães, Manuel de Jesus Coelho e outros. Tais figuras marcariam a política do quarto de século seguinte.

## O Hino da Maria da Fonte
Durante a Revolução da Maria da Fonte, o maestro Angelo Frondoni compôs um hino popular que ficou conhecido pelo nome de Hino da Maria da Fonte ou Hino do Minho, obra que respira entusiasmo belicoso e que por muito tempo foi o canto de guerra do Partido Progressista.
A letra original, composta por Paulo Midosi em 1846, é a seguinte:
| Baqueou a tirania Nobre povo, és vencedor, Generoso, ousado e livre, Dêmos glória ao teu valor. Refrão: Eia avante, Portugueses! Eia avante, não temer! Pela santa Liberdade, Triunfar ou perecer! Algemada era a Nação, Mas é livre ainda uma vez; Ora, e sempre, é caro à Pátria O heroísmo Português. | Lá raiou a Liberdade Que a Nação há-de aditar! Glória ao Minho que primeiro O seu grito fez soar! Segue, ó Povo, o belo exemplo De tamanha heroicidade: Nunca mais deixes tiranos Ameaçar a Liberdade. Fugi déspotas! Fugi, Vis algozes da Nação! Livre, a Pátria vos repulsa, Terminou a escravidão! |

Ainda hoje, o Hino da Maria da Fonte continua a ser a música com que se saúdam os ministros portugueses, sendo utilizada em cerimónias cívicas e militares.

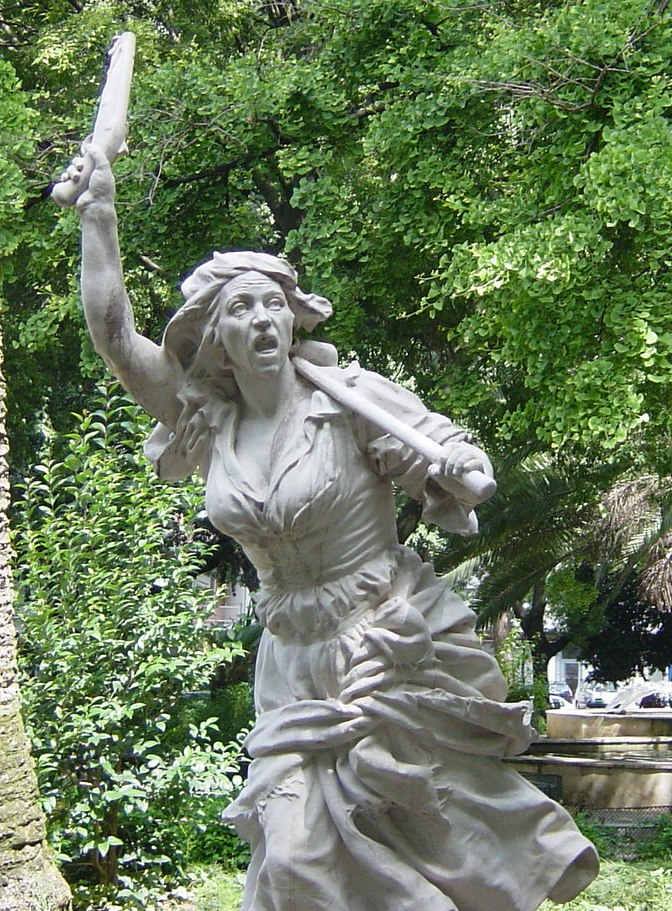
Estátua da Maria da Fonte: Lisboa